# Adolf Hamilton
Pour les articles homonymes, voir Hamilton.
 (avril 2021).
Si vous disposez d'ouvrages ou d'articles de référence ou si vous connaissez des sites web de qualité traitant du thème abordé ici, merci de compléter l'article en donnant les références utiles à sa vérifiabilité et en les liant à la section « Notes et références ».
Adolf Ludvig Knut Hamilton, né le 30 octobre 1882 à Stockholm et mort le 22 février 1919 dans la même ville, est un comte et un militaire suédois. 
Adolf Hamilton était capitaine de la réserve d'artillerie de Svea. En février 1918, il s'installe en Finlande et devient chef de l'école d'artillerie à Jakobstad. Il est promu colonel dans l'armée finlandaise. Hamilton est considéré comme le créateur de l'artillerie finlandaise. Il a reçu la croix de liberté des deuxième, troisième et quatrième classes. 
Il est le fils de l'homme politique Hugo Hamilton (en), marié à la comtesse Ebba Maria Augusta Mörner de Morlanda, fille du professeur Karl Mörner (sv). Il est également l'oncle d'Olof Lagercrantz (en).
Il est enterré au cimetière de Karbenning (sv), à l'est de Fagersta, dans le Västmanland.